# ÖFB-Cup 2001-2002
La ÖFB-Cup 2001-2002 è stata la 68ª edizione della coppa nazionale di calcio austriaca.

## Primo turno
| Squadra 1             | Risultato       | Squadra 2              |
| --------------------- | --------------- | ---------------------- |
| 21 agosto 2001        |                 |                        |
| St. Veit              | 1 - 2           | Schwarz-Weiß Bregenz   |
| Zeltweg               | 1 - 4           | Austria Salisburgo     |
| Bad Aussee            | 0 - 3           | Austria Lustenau       |
| Langenrohr            | 3 - 2 (dts)     | WSG Swarovski Tirol    |
| Wiener SC             | 1 - 0           | Neuberg                |
| Schwarzach            | 0 - 5           | Braunau                |
| Austria Salisburgo II | 2 - 4           | LASK                   |
| Voitsberg             | 0 - 7           | Austria Vienna         |
| Waidhofen/Ybbs        | 1 - 0           | Wörgl                  |
| Kapfenberger          | 3 - 0           | St. Magdalena          |
| LASK Amateure OÖ      | 3 - 1           | Schwechat              |
| Schwanenstadt         | ? - ? (4-3 dtr) | ASKÖ Pasching          |
| Hall                  | 0 - 2 (dts)     | Sturm Graz             |
| Spittal/Drau          | 1 - 2 (dts)     | Leoben                 |
| Hartberg              | ? - ? (4-3 dtr) | Lustenau 07            |
| Wolfsberger           | 0 - 5           | Ried                   |
| Wr. Neustädter        | 1 - 0           | Polizei/Feuerwehr Wien |
| Klingenbach           | 1 - 2           | Mattersburg            |
| Kottingbrunn          | 3 - 0           | Axams/Grinzens         |
| Union Perg            | 6 - 2           | Union St. Florian      |
| Deutschkreutz         | 1 - 5           | Rapid Vienna II        |
| Kundl                 | 2 - 4           | Admira Wacker M.       |
| Zwettl                | 0 - 4           | Bad Bleiberg           |
| Parndorf              | 1 - 3           | SC Interwetten.com     |

## Secondo turno
| Squadra 1         | Risultato       | Squadra 2            |
| ----------------- | --------------- | -------------------- |
| 17 settembre 2001 |                 |                      |
| Kapfenberger      | ? - ? (2-3 dtr) | Bad Bleiberg         |
| 18 settembre 2001 |                 |                      |
| Wiener SC         | 0 - 2           | SC Interwetten.com   |
| Rapid Vienna II   | 1 - 6           | Sturm Graz           |
| Union Perg        | 3 - 5           | Mattersburg          |
| Juniors OÖ        | 0 - 2           | Leoben               |
| Schwanenstadt     | 0 - 1           | Austria Vienna       |
| Hartberg          | 1 - 2           | Ried                 |
| Admira Wacker M.  | 1 - 2           | Schwarz-Weiß Bregenz |
| Wr. Neustädter    | 2 - 1           | Austria Lustenau     |
| Kottingbrunn      | 1 - 2           | Austria Salisburgo   |
| 19 settembre 2001 |                 |                      |
| Langenrohr        | 1 - 4           | LASK                 |
| 16 ottobre 2001   |                 |                      |
| Waidhofen/Ybbs    | 4 - 0           | Braunau              |

## Ottavi di finale
| Squadra 1      | Risultato       | Squadra 2            |
| -------------- | --------------- | -------------------- |
| 5 marzo 2002   |                 |                      |
| Mattersburg    | 1 - 0           | Schwarz-Weiß Bregenz |
| 19 marzo 2002  |                 |                      |
| Austria Vienna | 2 - 3           | SC Interwetten.com   |
| Leoben         | 1 - 1 (2-4 dtr) | Bad Bleiberg         |
| Waidhofen/Ybbs | 1 - 3           | Grazer AK            |
| Wr. Neustädter | 0 - 4           | Sturm Graz           |
| Rapid Vienna   | 1 - 2           | Austria Salisburgo   |
| Ried           | 1 - 2           | LASK                 |
| 20 marzo 2002  |                 |                      |
| Kärnten        | 1 - 0           | Tirol Innsbruck      |

## Quarti di finale
| Squadra 1          | Risultato       | Squadra 2  |
| ------------------ | --------------- | ---------- |
| 9 aprile 2002      |                 |            |
| Bad Bleiberg       | 2 - 2 (4-2 dtr) | Kärnten    |
| SC Interwetten.com | 2 - 2 (7-8 dtr) | Grazer AK  |
| 10 aprile 2002     |                 |            |
| Austria Salisburgo | 3 - 1           | LASK       |
| Mattersburg        | 0 - 1           | Sturm Graz |

## Semifinale
| Squadra 1      | Risultato   | Squadra 2          |
| -------------- | ----------- | ------------------ |
| 24 aprile 2002 |             |                    |
| Sturm Graz     | 3 - 2       | Bad Bleiberg       |
| 25 aprile 2002 |             |                    |
| Grazer AK      | 2 - 0 (dts) | Austria Salisburgo |

## Finale
| Squadra 1      | Risultato | Squadra 2  |
| -------------- | --------- | ---------- |
| 12 maggio 2002 |           |            |
| Grazer AK      | 3 - 2     | Sturm Graz |